# Klaus Jacob
Klaus Jacob (n. 20 aprilie 1943, Ústí nad Labem, Ústí nad Labem, Cehia) este un canotor ce a reprezentat Republica Democrată Germană, medaliat olimpic. A participat la o ediție a Jocurilor Olimpice (1968) în care a câștigat o medalie de argint.

## Participări
Lista de mai jos prezintă principalele competiții la care a participat Klaus Jacob de-a lungul carierei.
- rowing at the 1968 Summer Olympics – men's coxed four[*][5]